# Giuseppe Del Barone
Giuseppe Del Barone (Padova, 12 marzo 1926 – Napoli, 29 novembre 2018) è stato un medico e politico italiano.

## Biografia
Medico chirurgo, è stato per sei volte presidente dell’Ordine dei medici di Napoli, presidente nazionale dell’Ente di previdenza dei camici bianchi (ENPAM) e componente della segreteria nazionale della FIMMG. 
Impegnato in politica con la Democrazia Cristiana, è eletto più volte consigliere comunale a Napoli negli anni Ottanta.
Nel 1996 diventa deputato con Forza Italia. Nel settembre 1997 aderisce al Centro Cristiano Democratico, nel marzo 1998 passa all'Unione Democratica per la Repubblica, poi dal 28 ottobre 1998 aderisce al gruppo misto nella componente CCD. Termina l'incarico parlamentare nel 2001.
Successivamente è presidente nazionale dello Smi, il Sindacato dei medici italiani.